# Joana Benedek
Joana Benedek, właściwie Roxana Joana Benedek Godeanu (ur. 21 stycznia 1972 w Bukareszcie) – meksykańska aktorka pochodzenia rumuńskiego, znana z ról w telenowelach produkcji meksykańskiej.
W serialach i produkcjach telewizyjnych grywa przeważnie czarne charaktery. Najbardziej kojarzona jest przede wszystkim z rolą psychopatki w serialu "Przyjaciółki i rywalki".
W 1997 roku została twarzą nowojorskiej firmy kosmetycznej. Aktorka jest także właścicielką rumuńskiej agencji turystycznej Joana Travel.

## Wybrana filmografia
- 1989: "Rubi rebelde"
- 1992: "Piel"
- 1993: "Sirena"
- 1996: Grzechy miłości
- 1998: Angela
- 1999: Mujeras enganadas
- 2001: Przyjaciółki i rywalki jako Roxana
- 2003: De pocas pocas pulgas
- 2005: El amor no tiene precio
- 2007: Destilando amor jako Pamela Toreblanca
- 2009: Hasta Que El Dinero Nos Separe jako Marian Celeste
- 2011: Podwójne życie Angeliki jako Yolanda Rivas Palacio